# 자넨스키아
자넨스키아(Janenschia)는 중생대 쥐라기 후기(약 1억 5,500만년 전), 오늘날 아프리카 대륙에 서식한 4족보행의 초식공룡이다. 전체 몸 길이는 약 24m(79feet) 정도 되었을 것으로 추정된다. 학명은 고생물학자인 자넨스(Werner Janensch)의 이름에서 유래하였고, "자넨스의 도마뱀"이라는 의미를 갖고 있다. 화석은 탄자니아에서 발견되었다. 머리는 작고, 목과 꼬리는 길다.